# سیارک ۱۳۲۸۲۵
سیارک ۱۳۲۸۲۵ (به انگلیسی: 132825 Shizu-Mao، نامگذاری:2002QT85) صد و سی و دو هزار و هشتصد و بیست و پنجمین سیارک کشف شده‌است که در ۱۶ اوت ۲۰۰۲ کشف شد.